# Edgar Streck
Edgar Streck (* 26. April 1942 in Engers) ist ein deutscher Jurist. Er war von 1993 bis 2007 Richter am Bundesgerichtshof.

## Leben und Wirken
Streck war nach Abschluss seiner juristischen Ausbildung 1970 zunächst als Rechtsanwalt tätig. 1972 trat er in den Justizdienst des Landes Niedersachsen ein. 1973 erfolgte seine Ernennung zum Richter am Landgericht Hannover. Von 1976 bis 1979 war er als wissenschaftlicher Mitarbeiter an den Bundesgerichtshof abgeordnet. 1979 wurde er zum Richter am Oberlandesgericht Celle ernannt.
Nach seiner Ernennung zum Richter am Bundesgerichtshof im April 1993 wies das Präsidium Streck dem 2. Strafsenat zu. 1994 wechselte er in den III. Zivilsenat. Streck war zudem von 1995 bis 1997 Mitglied des Senats für Anwaltssachen und von 1995 bis 1998 Mitglied des Senats für Patentanwaltssachen. Anschließend wechselte er in den Senat für Notarsachen. Streck trat am 30. April 2007 in den Ruhestand.